# Eurocopter HH-65 Dolphin
El HH-65 Dolphin (‘delfín’ en inglés) es un helicóptero de búsqueda y rescate (SAR) con capacidad MEDEVAC en servicio con la Guardia Costera de los Estados Unidos (USCG). Es un aparato bimotor, monorrotor y con rotor de cola tipo Fenestron, desarrollado como una variante del helicóptero de origen francés Eurocopter AS365 Dauphin.

## Desarrollo
La versión SA366 G1 Dauphin fue seleccionada por la Guardia Costera de los Estados Unidos en 1979 como su nuevo helicóptero de rescate aire-superficie de Recuperación de Corto Alcance (SRR), reemplazando al Sikorsky HH-52A Sea Guard. En total, fueron adquiridos 99 helicópteros, optimizados para las tareas de búsqueda y rescate de la USCG y con la designación HH-65A Dolphin. A diferencia del HH-52, el HH-65A no es capaz de realizar amerizajes. El HH-65 lleva normalmente una tripulación de 4 personas: Piloto, Copiloto, Mecánico de vuelo y Buceador de rescate.
El Dolphin fue fabricado por la Aerospatiale Helicopter Corporation (más tarde Airbus Helicopters) y ensamblado en Grand Prairie, Texas. Los motores turboeje Lycoming LTS101-750B-2 fueron seleccionados como planta motriz bimotora, mientras que Rockwell Collins fabricó la aviónica del HH-65 en Cedar Rapids (Iowa). 
El HH-65 Dolphin se usa para realizar misiones de patrulla de seguridad linterna, carga, interdicción de drogas, rompehielos, preparación militar, control de la contaminación, y búsqueda y rescate. El HH-65 se reconoce por su rotor de cola Fenestron y sus capacidades de piloto automático, que puede completar una aproximación al agua sin ayudas y recuperar la aeronave en un vuelo en estacionario estable a 15 metros, o volar patrones de búsqueda automáticamente, una habilidad que permite a la tripulación encargarse de otras tareas.
Para cumplir las regulaciones estadounidenses relacionadas al contenido local (basado principalmente en el valor de los componentes individuales de la aeronave), se requirieron cambios de ingeniería (lo más notable, los motores Turbomeca Arriel originales del SA365 fueron reemplazados por los LTS101-750B-2, que en esa época se exigía que fuesen estadounidenses). Desafortunadamente, los problemas de inmadurez con este motor hicieron que aumentara el peso del HH-65, con el resultado de varios sucesos de pérdida de potencia en vuelo. La USCG sufragó un programa para mejorar la fiabilidad del motor, pero el resultante LTS101-850 no cumplió con las expectativas.
Por lo tanto, en 1994, la USCG organizó una competición rápida para seleccionar una nueva planta motriz, y en marzo de 2004, la Guardia anunció la selección del Turbomeca Arriel 2C2-CG, ya instalado en el EC155. Esta mejora comenzó en 2004, resultando en una aeronave más segura y más capaz. Estos HH-65A y HH-65B modificados, que también obtuvieron nueva aviónica y otras mejoras, fueron designados como HH-65C.

## Diseño

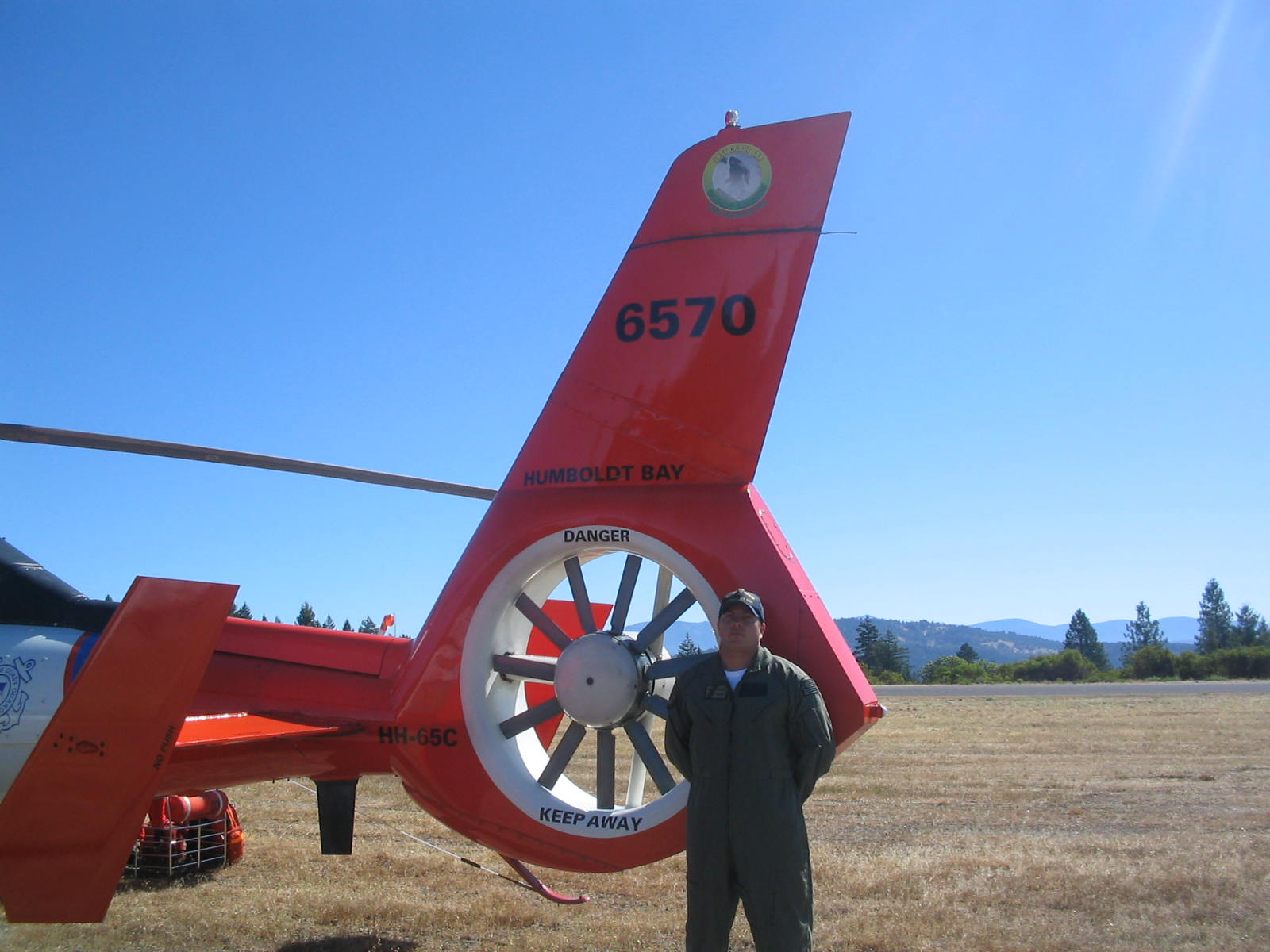
Fenestron en el HH-65C.

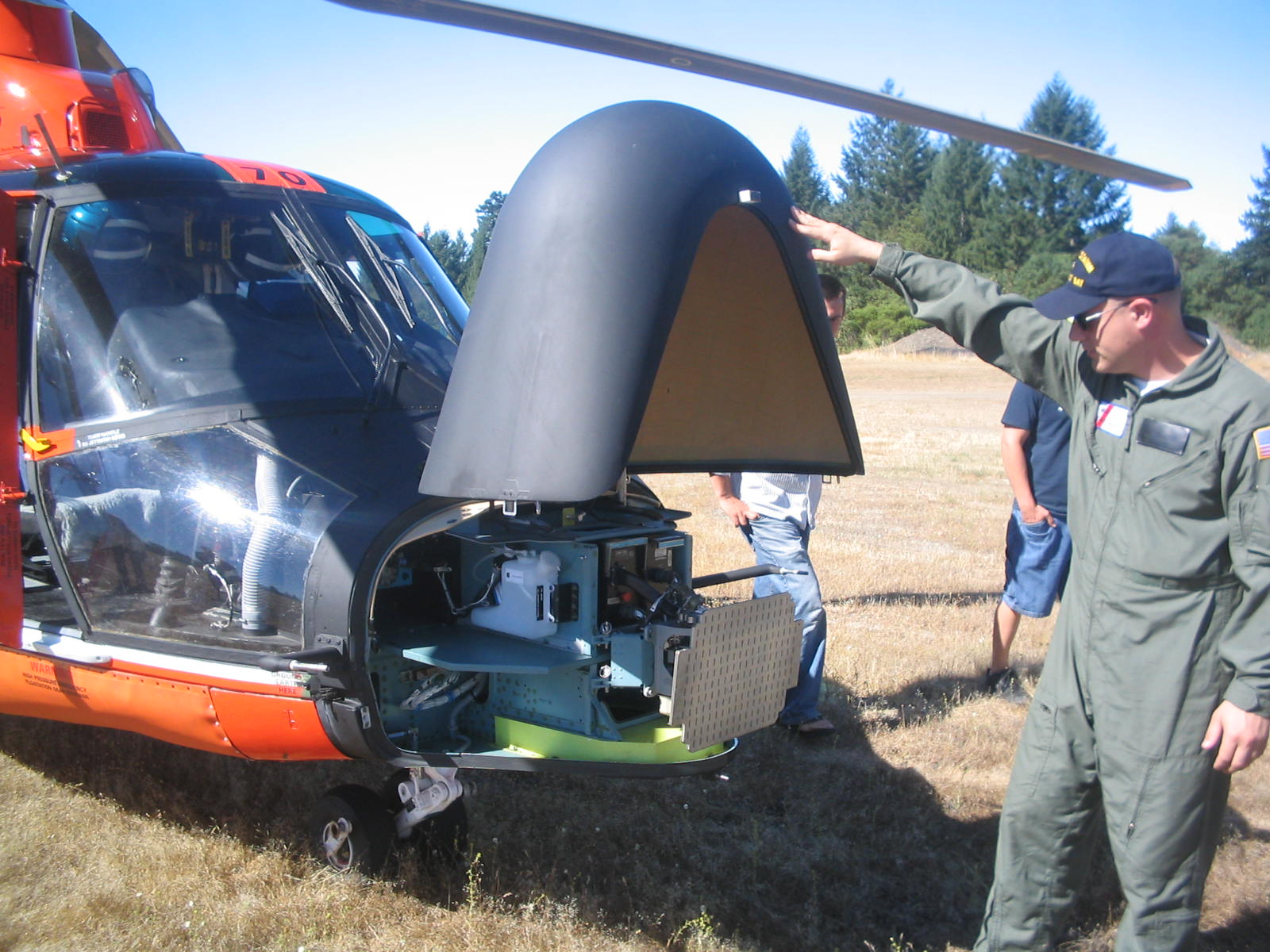
Radar del HH-65C.

Los requerimientos de equipamiento mínimo del HH-65A excedieron cualquier paquete previo instalado en un helicóptero que pesara menos de 4535 kg. El 75% de la estructura del HH-65 (incluyendo cabeza del rotor, palas del mismo y fuselaje) está realizado en materiales compuestos resistentes a la corrosión.
Aunque una característica única del Dolphin es su sistema computerizado de gestión de vuelo, que integra comunicaciones de última generación y equipo de navegación. Este sistema proporciona control de vuelo automático. En la dirección del piloto, el sistema es capaz de poner la aeronave en vuelo estable estacionario a 15 metros sobre el objeto seleccionado. Esto es una importante característica de seguridad en la oscuridad o con mal tiempo. Se pueden volar automáticamente patrones seleccionados de búsqueda, liberando al piloto y copiloto para concentrarse en la observación y búsqueda del objeto.
Una característica distintiva del MH-65 es su dispositivo antipar canalizado fenestron. El fenestron consiste en 11 palas girando dentro de un hueco circular en la base de la aleta de cola del helicóptero.
Certificado para la operación bajo las reglas de vuelo instrumental (IFR) para un solo piloto, el HH-65A fue el primer helicóptero certificado con un piloto automático de 4 ejes, permitiendo el vuelo estacionario libre sobre una localización predeterminada.

### Componentes del MH-65E
Referencias: naval-technology.com

#### Armamento

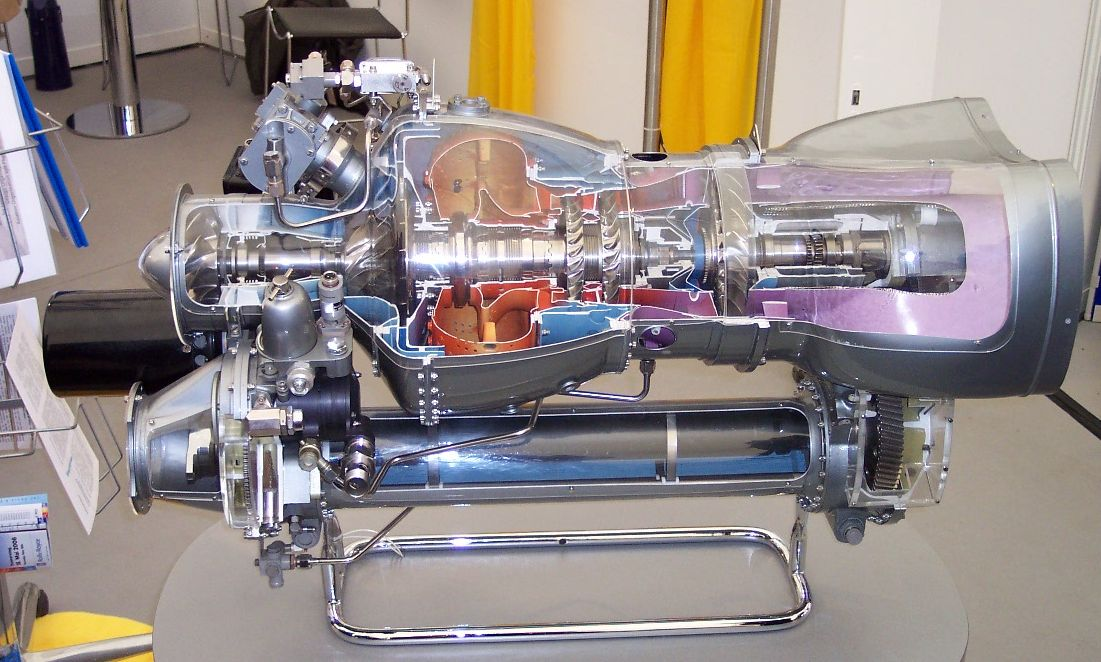
Corte esquemático del Arriel.

| Sistema                         | País           | Fabricante               | Notas                       |
| ------------------------------- | -------------- | ------------------------ | --------------------------- |
| Ametralladora (opción)          | Bélgica        | FN Herstal               | 1 × FN MAG de 7,62 mm       |
| Fusil de francotirador (opción) | Estados Unidos | Barrett Firearms Company | 1 × Barrett M107 de 12,7 mm |

#### Propulsión
| Sistema | País    | Fabricante | Notas             |
| ------- | ------- | ---------- | ----------------- |
| Motor   | Francia | Turbomeca  | 2 × Arriel 2C2-CG |

## Historia operacional
El Dolphin es principalmente una aeronave de Recuperación de Corto Alcance (SRR). Existe un total de 102 Dolphin en la flota de la Guardia Costera. La flota tiene bases en 17 ciudades de los Océanos Atlántico y Pacífico, Golfo de México, Hawái y la región de los Grandes Lagos.
Los Dolphin se despliegan normalmente desde la costa, pero pueden ser desplegados a guardacostas de la Guardia Costera de media y alta resistencia, así como rompehielos polares. Los trabajos principales del Dolphin son: búsqueda y rescate, aplicación de la ley y tratados (incluyendo intervención de drogas), rotura de hielo, protección del medio ambiente marino incluyendo el control de la polución, y preparación militar.
Cuando es desplegado a un rompehielos, el helicóptero actúa como los ojos el buque, localizando los canales de hielo más delgados y más navegables. También realiza tareas de suministro aéreo a pueblos aislados por el invierno, o el transporte de científicos que realizan investigaciones en zonas remotas.
El MH-65 también se usa para patrullar la Zona de Identificación de Defensa Aérea (ADIZ) alrededor de Washington D. C., también conocida como la Región de la Capital de la Nación (NCR). Siete MH-65C nuevos fueron adquiridos para esta misión.

### Servicio con la Fuerza Aérea israelí
A principios de los años 80, la Armada israelí buscaba adquirir un helicóptero marítimo específico para reforzar su detección más allá del horizonte y sus capacidades de adquisición de blancos. Evaluaron varios modelos de helicóptero, incluyendo el Westland Lynx y el SH-60 Seahawk; en 1983, Israel anunció la selección del HH-65 Dolphin. Buscando unos pocos ejemplares para ganar experiencia en el servicio y con presupuesto limitado, Israel adquirió dos HH-65A de la USCG usados como aeronaves de pruebas de desarrollo, el primer prototipo de producción del HH-65A (número 6002) y el tercer prototipo (número 6005). Fueron entregados el 4 de agosto de 1985, y aunque pertenecían a la Armada, fueron operados por la Fuerza Aérea Israelí. Inicialmente como destacamento marítimo del 124 Squadron en Palmachim, en junio de 1987 la IAF formó un escuadrón marítimo específico, el 193 Squadron, al que los dos Dolphin fueron asignados. El 16 de septiembre de 1996, uno de ellos se estrelló en el Mediterráneo, muriendo los 3 tripulantes a bordo. El helicóptero restante fue retirado un año más tarde, reemplazado por el Eurocopter AS565 Panther. Los Dolphin eran operados por una tripulación consistente en Piloto y Mecánico de la IAF y un Oficial de apoyo marítimo de la Armada israelí. Al principio se desplegaron con los colores de la USCG, y más tarde lucieron un esquema en color azul y gris.

## Variantes

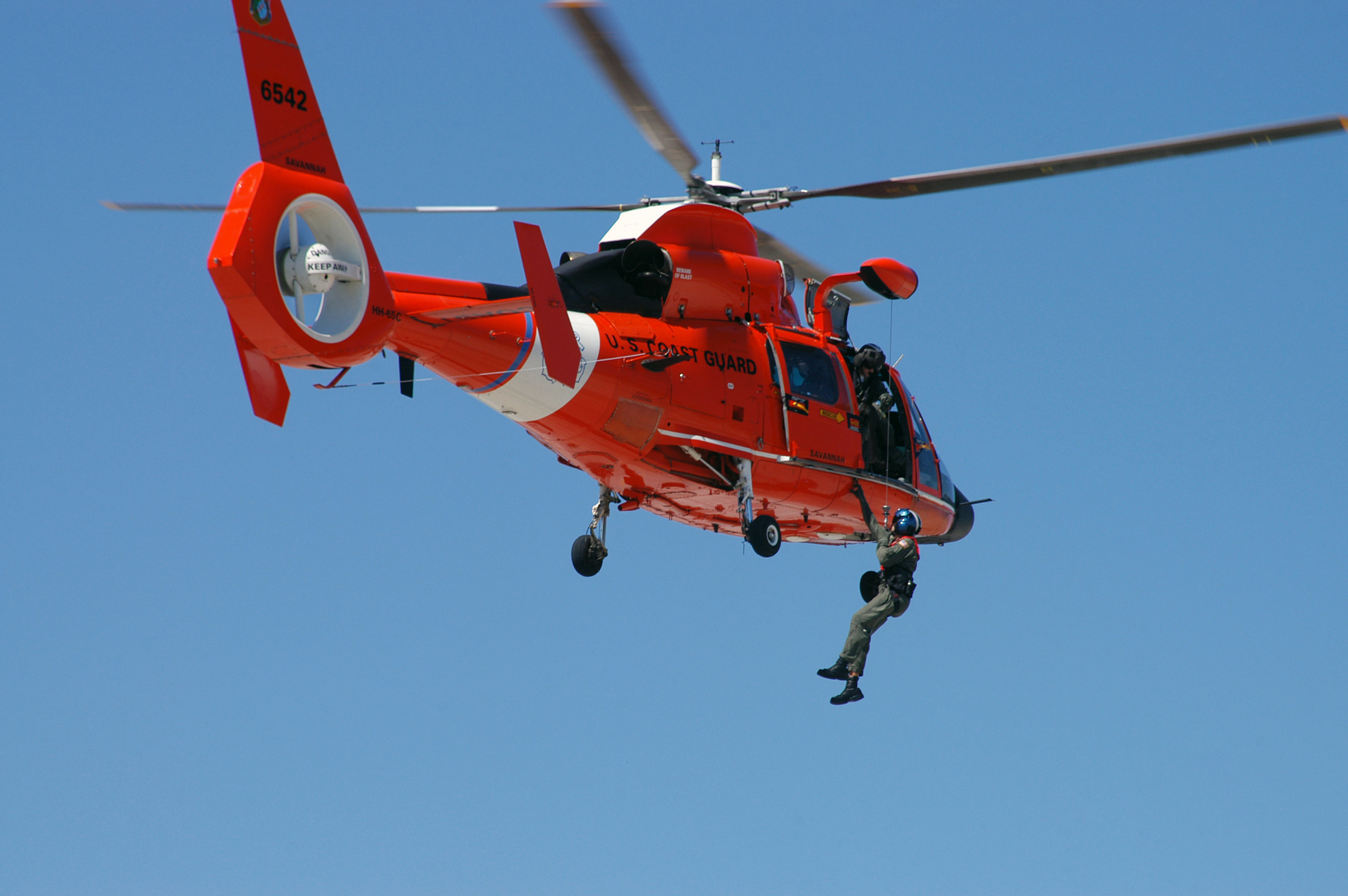
Miembros de la USCG Air Station Savannah usan un HH-65C en una demostración de rescate con helicóptero.

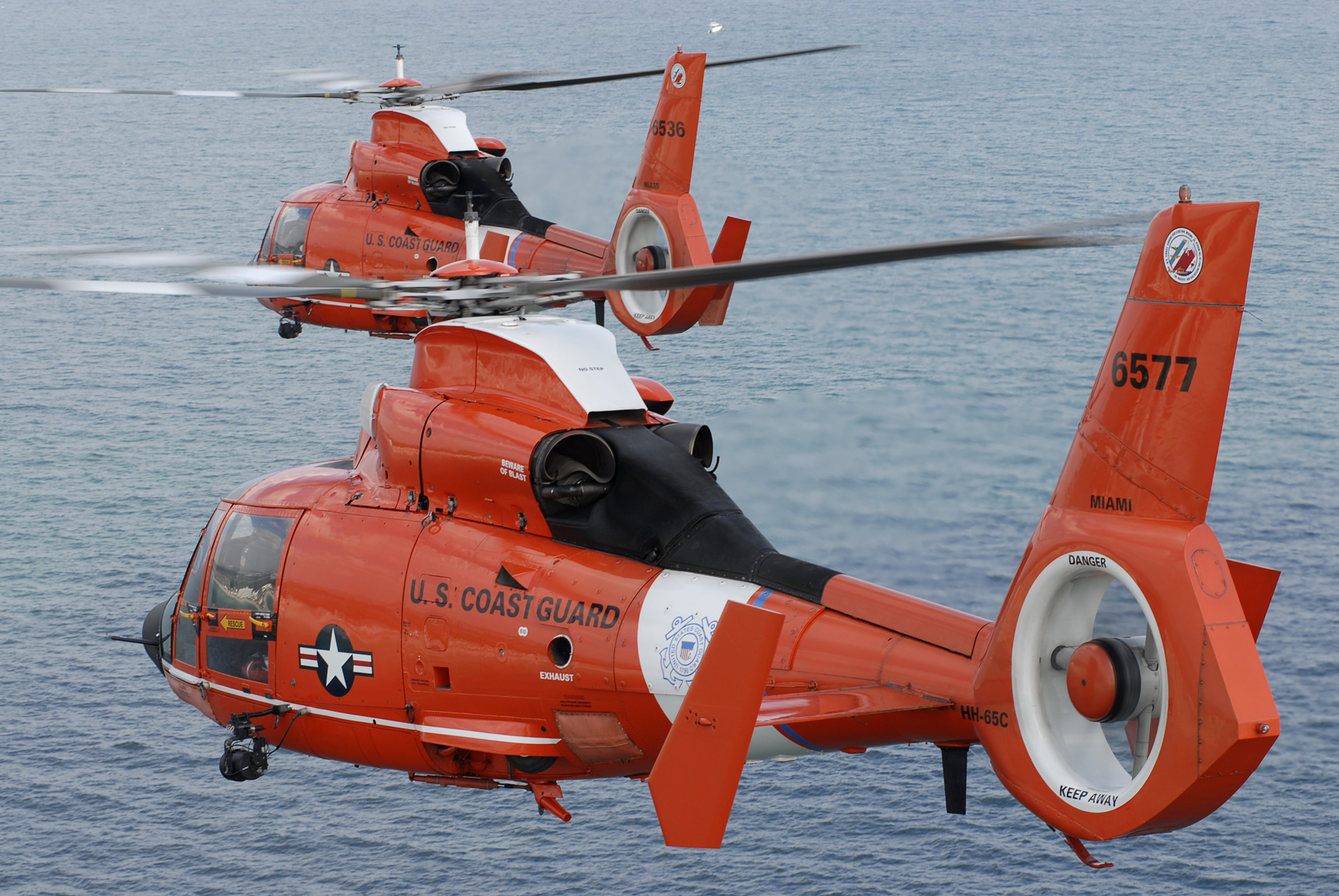
Dos HH-65C Dolphin.

HH-65A
Versión inicial de la USCG, propulsada por dos motores turboeje LTS101-750B-2 de 547 kW (734 shp) y con peso máximo al despegue (MTOW) de 4000 kg.
HH-65B
Mejora en aviónica aplicada a una parte de la flota. Las mejoras incluyen un equipo de aviónica de gestión de vuelo integrada compatible con gafas de visión nocturna (NVG) consistente en dos unidades de pantalla de control CDU-900G con GPS integrado y dos pantallas planas multifunción MFD-255. La mejora HH-65B fue realizada por el Centro de Reparaciones y Suministros para Aeronaves (ARSC) de la Guardia Costera en Elizabeth City, Carolina del Norte, presentándose la primera aeronave en la línea de mantenimiento del depósito (PDM) en marzo de 2001.
HH-65C
Mejora del HH-65A/B con nuevos motores Arriel 2C2-CG de 696 kW (934 shp) que proporcionan un 40% más de potencia y mayores prestaciones, más una caja reductora de cola mejorada, compartimento de aviónica en morro largo, peso máximo al despegue (MTOW) aumentado a 4300 kg, envolvente de vuelo lateral expandida y Pantalla Multifunción de Vehículo y Motor (VEMD) con Indicador de Primer Límite (FLI). La primera reequipación se completó en octubre de 2004.
MH-65C
Destinado inicialmente solo a su uso como Helicóptero de Guardacostas Multimisión (MCH), una mejora del HH-65C dentro de los trabajos del programa Deepwater de la USCG, incluía la instalación de un Fenestron de 10 palas de bajo nivel de ruido, aviónica recolocada, y un paquete de uso aerotransportado de la fuerza (AUF) (en común con el modernizado HH-60T), que proporciona la capacidad de realizar disparos de advertencia e incapacitantes desde el aire. El MH-65C es usado en misiones de uso aerotransportado de la fuerza, como la misión del Escuadrón Táctico de Interdicción en Helicóptero (HITRON) realizada por los MH-65C a principios de 2008. Las aeronaves AUF están armadas con el fusil antimaterial Barrett M107CQ de 12,7 mm y la ametralladora M240G de 7,62 mm. El helicóptero también puede ser usado en contraterrorismo.
MH-65D
MH-65C con un sistema de navegación de vuelo mejorado común a los helicópteros del Departamento de Defensa. El primer MH-65D de producción fue completado el 20 de enero de 2011, y está equipado con un altímetro radar Honeywell HG7502, dos EGI (sistemas de navegación inercial/GPS integrado) Honeywell H-764G y dos unidades de pantalla de control CDU-7000D de Rockwell Collins. 27 MH-65C serían mejorados al estándar MH-65D.
MH-65E
El MH-65E incorporaría mejoras que modernizarían la cabina con la instalación de instrumentos de cabina digitales “de cristal”, conocidos como Sistema de Arquitectura de Aviónica Común (CAAS), similar a los instalados en los helicópteros mejorados MH-60T Jayhawk de Recuperación de Alcance Medio (MRR) de la Guardia Costera. La mejora Echo también reemplazaría el heredado control de vuelo automático analógico por un sistema digital, e instalaría un sistema de radar atmosférico digital. Se esperaba que el modelo MH-65E comenzara a ser entregado a la flota en 2017.

## Operadores
Israel
- Fuerza Aérea Israelí[3] (antiguo)

 Estados Unidos
- Guardia Costera de los Estados Unidos[8]

## Especificaciones (MH-65C)
Referencia datos: United States Coast Guard

### Características generales
- Tripulación: Cuatro (2 pilotos y 2 auxiliares)
- Longitud: 11,6 m
- Diámetro rotor principal: 11,9 m
- Altura: 4 m
- Área circular: 38,54 m²
- Peso vacío: 3128 kg
- Peso máximo al despegue: 4300 kg
- Planta motriz: 2× turboeje Turbomeca Arriel 2C2-CG.
  - Potencia: 636 kW (853 shp) cada uno.

### Rendimiento
- Velocidad máxima operativa (Vno): 330 km/h
- Alcance: 658 km
- Techo de vuelo: 5486 m (18 000 pies)

### Armamento
- Armas de proyectiles: 

  - 1× Fusil de precisión Barrett M107 de calibre 12,7 mm (.50)
  - 1× Ametralladora M240 de 7,62 mm

## Aeronaves relacionadas

### Desarrollos relacionados
- Eurocopter AS365 Dauphin
- Eurocopter AS565 Panther

### Aeronaves similares
- Sikorsky HH-60 Jayhawk
- Agusta MH-68 Stingray
- Kamov Ka-60
- AgustaWestland AW139
- AgustaWestland CH-149 Cormorant

### Secuencias de designación
- Secuencia Numérica (interna de Eurocopter): ← AS332 Super Puma - AS350 - AS355 - SA/AS365 Dauphin - AS532 Cougar - AS550/AS555 Fennec - AS565 Panther →
- Secuencia _H-_ (Helicópteros estadounidenses, 1962-pesente): ←  XCH-62 - YAH-63 - AH-64 - HH-65 - RAH-66 - TH-67 - MH-68 →